# FAW Group Corporation
FAW Group Corporation (kinesisk: 第一汽车集团, Dìyī Qìchē Jítuán) er en statsejet kinesisk børsnoteret virksomhed.
Virksomheden fabrikerer biler, busser, varevogne, lastbiler og reservedele FAW blev Kinas første bilfabrikant da de præsentere landets første kinesisk-fabrikerede bil FAW Hongqi i 1958.
Virksomheden er pt. blandt de fire største kinesiske bilfabrikanter sammen med Chang'an Motors, Dongfeng Motor, and Shanghai Automotive Industry Corporation. Med 2,56 millioner solgte køretøjer var FAW 3. mest sælgende kinesiske fabrikant i 2010.
FAW's hovedsæde ligger i Changchun, Songliao Plain.
I 1992 blev virksomhedens navn ændret fra First Automobile Works til China FAW Group Corporation.

## Mærker
FAW sælger produkter under mindst 10 forskellige mærker inklusiv sit eget:
- Besturn, etableret i 2006,[7] It may also be known as Ben Tung.[8]
- Haima, et mærke for Mazda-baserede biler bygget i Hainan
- Jiaxing (tidligere Huali) et mærke fra datterselskabet FAW Tianjin.
- Shenli
- Pengxiang
- Dario[9]
- Yuan Zheng[10]
- FAW Tianjin
- FAW Hongqi (betyder "Rødt Flag")
- Jie Fang
- FAW Jilin[11]

Gennem joint-ventures fabrikeres desuden følgende mærker til det kinesiske marked:
- General Motors
- Toyota[9]
- Audi
- Volkswagen
- Mazda [12]

## Eksport
Der produceres primært til hjemmemarkedet i Kina, men FAW har kunder mere end 80 lande, eksepelvis Jordan, Egypten, Mexico, Sydafrika, Iraq, Kenya, Rusland og Peru.

### Hjembyer
FAW's hovedsæde er i Changchun, Jilin. Virksomheden har desuden produktion i Chengdu, Dalian, Foshan, Hainan, Harbin, Pudong, Tianjin og Qingdao.